# Laufkraftwerk Pernegg
Das Laufkraftwerk Pernegg ist ein kombiniertes Lauf- und Ausleitungskraftwerk an der Mur in der österreichischen Gemeinde Pernegg an der Mur. Das Kraftwerk wurde von 1925 bis 1927 erbaut und im gleichen Jahr in Betrieb genommen. Zu der Zeit war es das leistungsstärkste Laufwasserkraftwerk in Österreich. Im Jahr 2010 wurde das Kraftwerk in einer dreijährigen Umbauphase erneuert und neben einer neuen Steuer- und Leittechnik wurden die über 80 Jahre alten Francis-Turbinen durch neue Kaplan-Turbinen ersetzt. Nach dem Umbau weist das Kraftwerk eine Engpassleistung von 21,9 MW, bei einer durchschnittlichen Jahreserzeugung von ca. 121 GWh, auf.
Das Kraftwerkshaus beinhaltet drei baugleiche Maschinensätze, welche zu je aus einer Kaplan-Turbine und einem Synchrongenerator mit einer Nennleistung von 9,3 MW, bei einer Generatorspannung von 6,3 kV, bestehen. Das für das Kraftwerk bestimmte Wasser der Mur wird über den 2,3 km langen Ausleitungskanal 11,5 m hoch aufgestaut. 1,07 km des Kanals sind als Tunnel ausgeführt.
Als Besonderheit wurde im Rahmen der Umbauarbeiten neben dem Kraftwerk eine der historischen Francis-Turbinen als Schauturbine im Originalzustand aufgebaut. Die Betreiberin des Kraftwerks ist seit 1. Januar 2002 die Verbund AG (vormals Steweag).